# いすゞ・コモ
コモ（Como）は、いすゞ自動車が販売しているワンボックス型の自動車である。日産自動車のキャラバンのOEM車両。生産は初代が日産車体、2代目が同社子会社の日産車体九州。
「Como」のネーミングは、3.5LのV12 DOHCエンジンをミッドシップに搭載した「ピックアップトラックとスーパーカーのクロスオーバー車」というコンセプトカーとして、1991年の第29回東京モーターショーで発表されたショーカーに使用されたことがある。

## 初代 E25型（2001年 - 2012年）

### 概要
前期は2.0L/2.4LのKA20/24DE型直列4気筒DOHC、後期は2.0L/2.5LのQR20/25DE型直列4気筒DOHC。およびターボ搭載の3.0Lディーゼルエンジン（ZD30DDTi）。
ボディはロングバンとスーパーロングバンが、また屋根の高さも通常モデルと高天井モデルが存在する。グレードはLD（キャラバンのDXに相当）、LT（同、スーパーDXに相当）、LS（同、GXに相当）、LG（同、シルクロードVXに相当）がある。

### 年表
- 2001年12月 - 販売開始。それまでOEM供給を受けていたフィリー（元車両は日産・エルグランド）、およびファーゴ（元車両は3代目キャラバン）の後継である。いすゞ自動車がSUV市場から撤退しつつあったことを受けて、ラインナップは商用車重視になった（但し乗用車であるワゴン車両のOEMも継続）。いすゞが日本国内向けとして販売した最後の乗用車でもある。
- 2007年8月 - ガソリンエンジン車は全車KA系エンジンからQR系エンジンに変更してATを5速に変更。これはベースである日産・キャラバンの改良に準じたものである。
- 2009年1月 - ベースのキャラバンに準ずる仕様向上を実施。8人乗りの「アクティブワゴン（コモ　アクティブワゴン）」廃止。
- 2010年 - 乗用車登録の10人乗り「ワゴン（コモワゴン）」（3ナンバー車）廃止。これにより、乗用車登録は12人乗りのマイクロバス（2ナンバー車）のみとなった。これによりいすゞはOEMモデルを含めた日本国内の全ての乗用車事業から完全撤退となる。

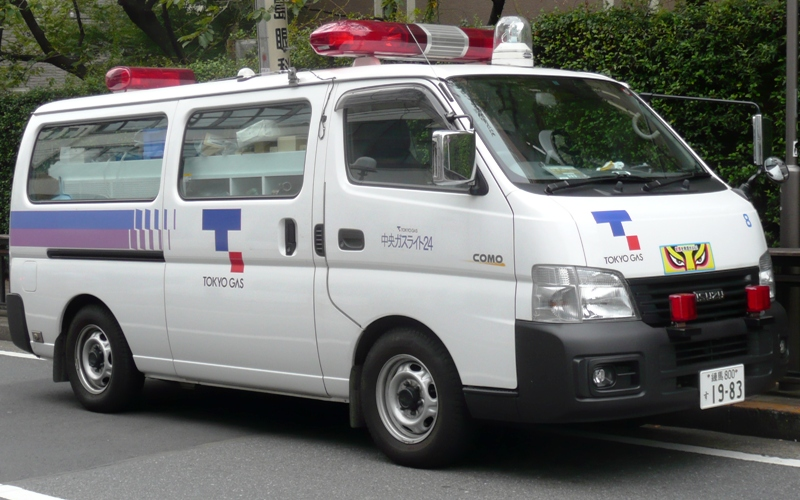
初代 前期型バン LD
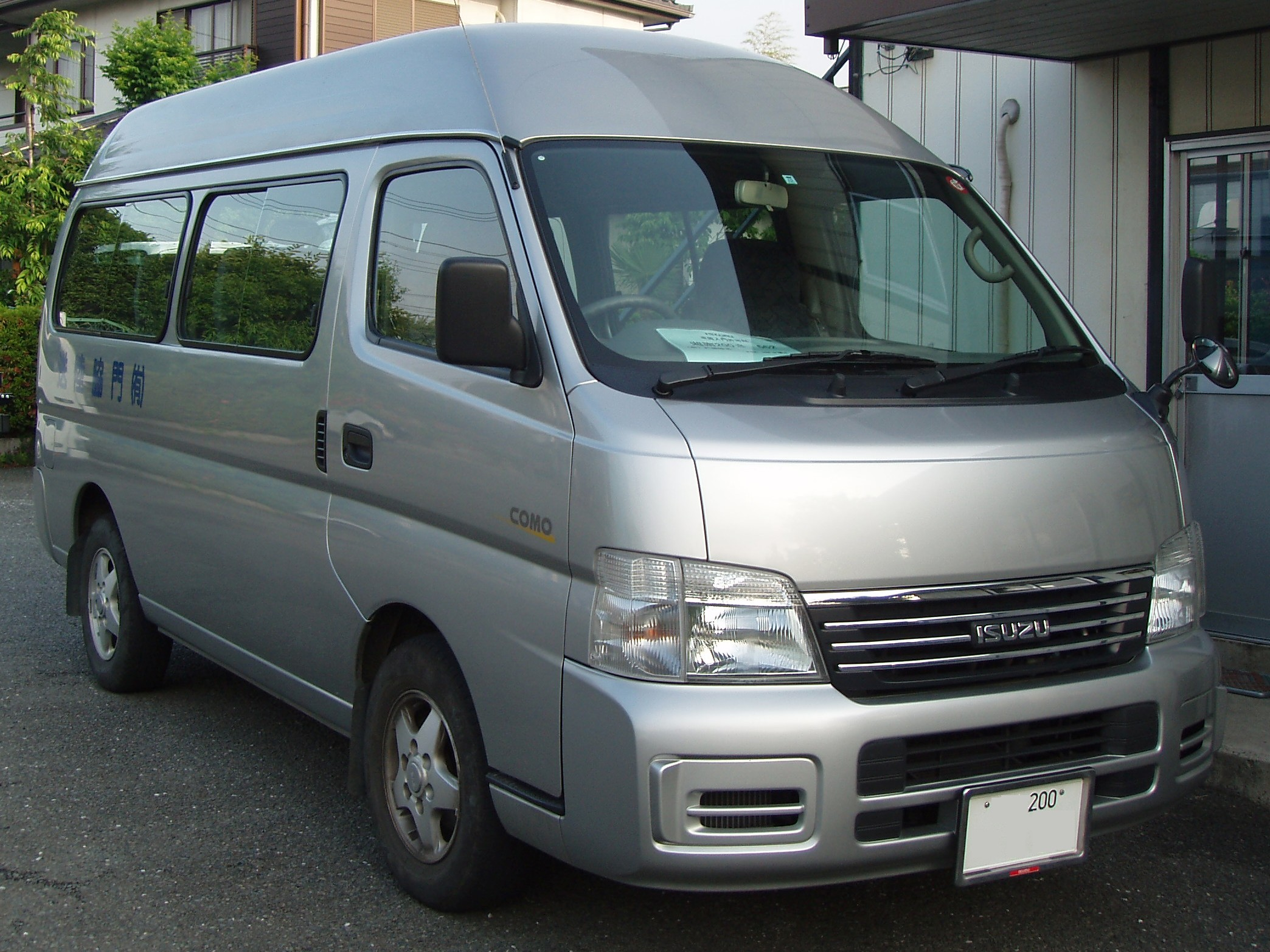
初代 前期型マイクロバス LS
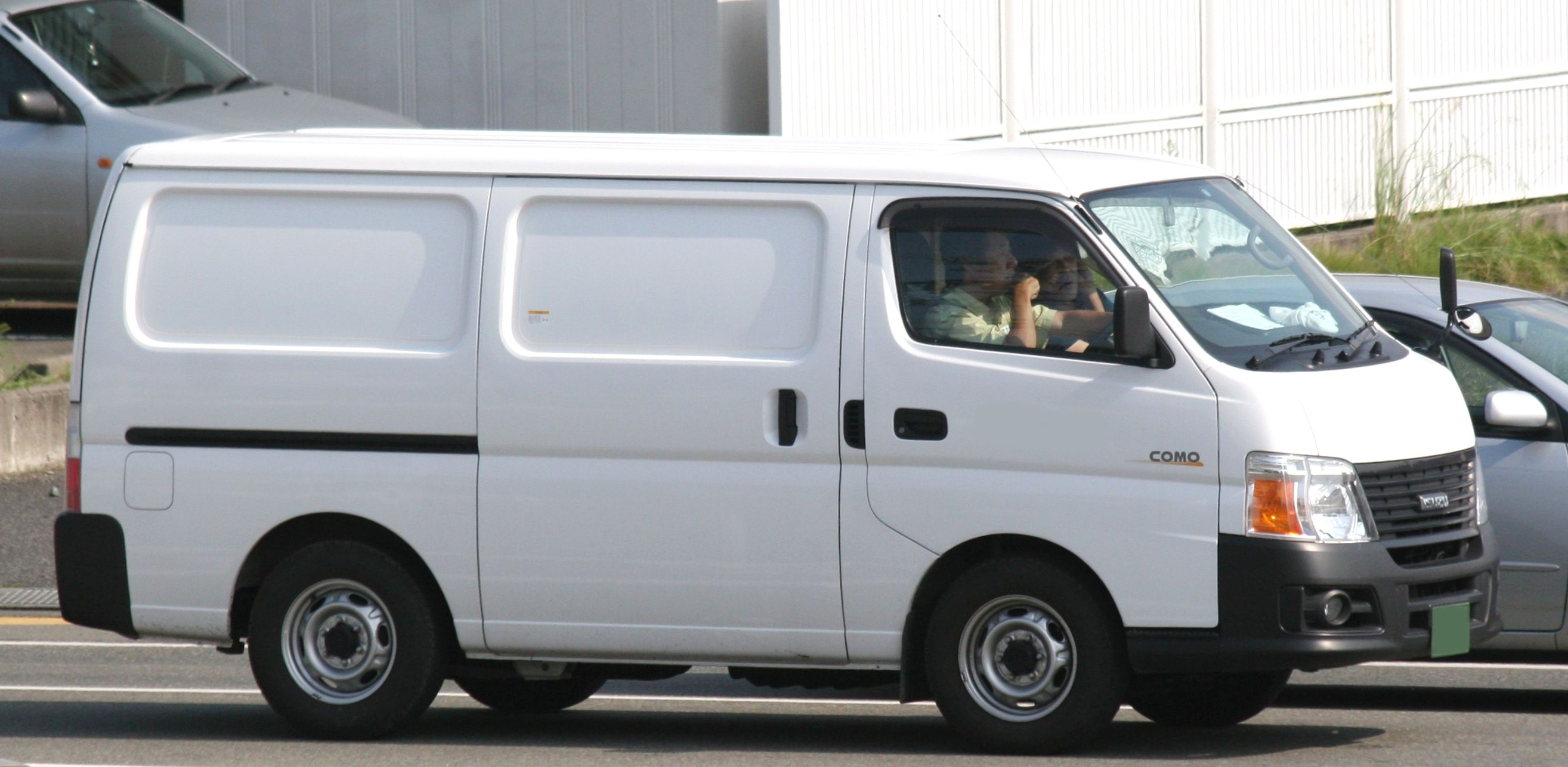
初代 後期型バン LDパネルバン

## 2代目 E26型（2012年-2017年/2018年-）

### 概要
2.0L/2.5LのQR20/25DE型直列4気筒DOHC、および2.5L直噴ターボディーゼルエンジン（YD25DDTi）を搭載する。YD25DDTiは全グレードに、QR20DEはロングボディ、QR25DEはスーパーロングボディのみに設定され、4WDはYD25DDTiとの組み合わせのみとなる。
トランスミッションは全車5ATが基本だが、ロングボディに限りQR20DE/YD25DDTi搭載の2WD・LDのみ5MTも用意される。
ボディはロングボディとスーパーロングボディが存在するが、全てバンのみで、ワゴンやマイクロバスの設定は無い。グレードはLD（NV350キャラバンのDXに相当）、プレミアムLG（同、プレミアムGXに相当）の2種。LDは標準ルーフのロングボディ、ならびにハイルーフのスーパーロングボディが用意され、標準幅は3/6/9人乗りが設定されるが、ワイド幅は3/6人乗りのみの設定。一方のプレミアムLGは標準ルーフのロングボディ・5人乗りのみが設定される。なお、LDには電動格納式ドアミラーやカラードバンパー等を加えた「LD LFパック」（同、DX EXパックに相当）を用意している。
装備面におけるNV350キャラバンとの違いは少なくなく、インテリジェントキーシステムやプッシュスタートボタンの非設定、ベース車では全車に標準のフルホイールカバーがコモでは全車シルバー塗装のスチールホイール剥き出し仕様となり、フロントグリルもメッキ部分もしくはシルバー加飾が大幅に減らされ、専用エンブレムを装着した専用品に代えられているなど、ベース車以上に実用に徹した仕様となっている。逆に、ステアリングホイールについてはベース車の上級グレードにのみ装備されるシルバー加飾付タイプが全車に標準装備となっている。その他装備はベース車同様、バイキセノンヘッドランプは全グレードにオプション設定、カラー車両情報ディスプレイは全車に標準ないしはオプション設定される。
2018年7月改良型はモノグレード構成となった（改良前の「LD」に準じる）。「LFパック」については引き続き設定されるが、カラードバンパーが無くなり、代わりにLEDターンランプ内蔵電動格納式ドアミラーを用意。また、この改良を機にベース車同様にスチールホイールが新意匠となっているが、ベース車とは異なり、フロントバンパーはプリクラッシュブレーキのセンサー部分を除き、改良前のものを踏襲。ステアリングホイールのデザインについても改良前のものを踏襲する。なお、ベース車に設定されるインテリジェントキーやインテリジェント アラウンドビューモニター、LEDヘッドランプ、LEDリヤコンビネーションレンズはオプションでも選択不可であった（後述のマイナーチェンジで一部装備が選択可となった）。
2022年1月改良型では「LFパック」を「LF」（キャラバンの「EX」に相当）として単独グレード化され、従来仕様を「LD」としたことで2グレードとなった。
ユーザーはいすゞ大型トラックを多く購入する運送会社や警備会社、また官公庁などが購入することが多い。

### 年表
- 2012年7月10日 - フルモデルチェンジ。前型同様、キャラバン（NV350キャラバン）をベースとする。ガソリン車を同日より、ディーゼル車とスーパーロングボディを同月下旬より発売。発売当初は標準幅のみだったが、のちにワイドボディ（ワイド幅）も追加されている。型式はベース車両の型式に「J」が付く（例：YD25DDTi搭載のロングボディの場合、NV350キャラバンの「LDF-VW2E26」に対し、コモは「LDF-JVW2E26」）。
- 2017年7月13日 - ベース車のマイナーチェンジに伴い、受注生産を一旦停止。
- 2017年9月 - 在庫車両を除いて販売休止となり、一旦いすゞのホームページから消滅する。
- 2018年7月 - プリクラッシュブレーキ（ベース車の「インテリジェントエマージェンシーブレーキ」と同一品）、LEDサイドターンレンズ内蔵ドアミラーの追加等、ベース車同様の改良を施したうえで約10カ月ぶりに販売を再開。同時に、ホームページ上への掲載も再開。ベース車はフェイスリフトが施されたが、コモではフェイスリフトが行われず、販売休止前のモデルがそのまま踏襲された。
- 2022年1月 - マイナーチェンジ。2021年10月のベース車のマイナーチェンジに伴うもので、2代目に移行後、初めてフェイスリフトが施されたほか、ベース車と共通デザインのフルホイールカバーを装備。グレードも「LD」「LF」の2種となったほか、安全装備も誤発進抑制機能（踏み間違い衝突防止アシスト）、ハイビームアシスト、標識検知機能（進入禁止・一時停止・最高速度標識検知）、LDWS（車線逸脱警報、キャラバンのLDWに相当）、ふらつき警報（キャラバンのインテリジェント DAに相当）を全車に標準装備するとともに、従来はオプション設定だった助手席SRSエアバッグシステムをベース車同様に全車標準装備となった。さらに、従来型では設定されていなかったLEDヘッランプ+LEDリヤコンビランプはLFにセットオプションとなり、インテリジェント アラウンドビューモニターは全周囲モニター（移動物検知機能付）として設定され、車両後方のカメラ映像をミラー面に映し出すことで天候や室内の状況に左右されずに後方視界が得られるスマートルームミラー（キャラバンのインテリジェント ルームミラーに相当）と合わせて「LF」に標準装備、「LD」はほかの装備と合わせてセットメーカーオプション設定された。トランスミッションはベース車同様にオートマチックトランスミッションに一本化するとともに、7速に多段化してマニュアルシフトモードを追加した「7M-ATx」を採用。なお、今回のマイナーチェンジによりワイド幅が廃止され、ガソリン車のみのラインナップとなった。駆動方式も4WDは廃止され2WD(FR)のみとなった。
- 2022年3月 - 一部改良。エンジンを2.4Lディーゼルへ換装し、いすゞで初となる三菱自動車工業製の4N16型を採用。スーパーロングボディを廃止し、ロングボディのみとなった。これにより、いすゞブランドからガソリンエンジン搭載車種ならびにハイルーフ車が消滅した。
- 2022年12月1日 - ECUに不具合があるとして国土交通省にリコールを届け出[1]。対象は2012年6月16日 - 2021年12月24日に製造分。

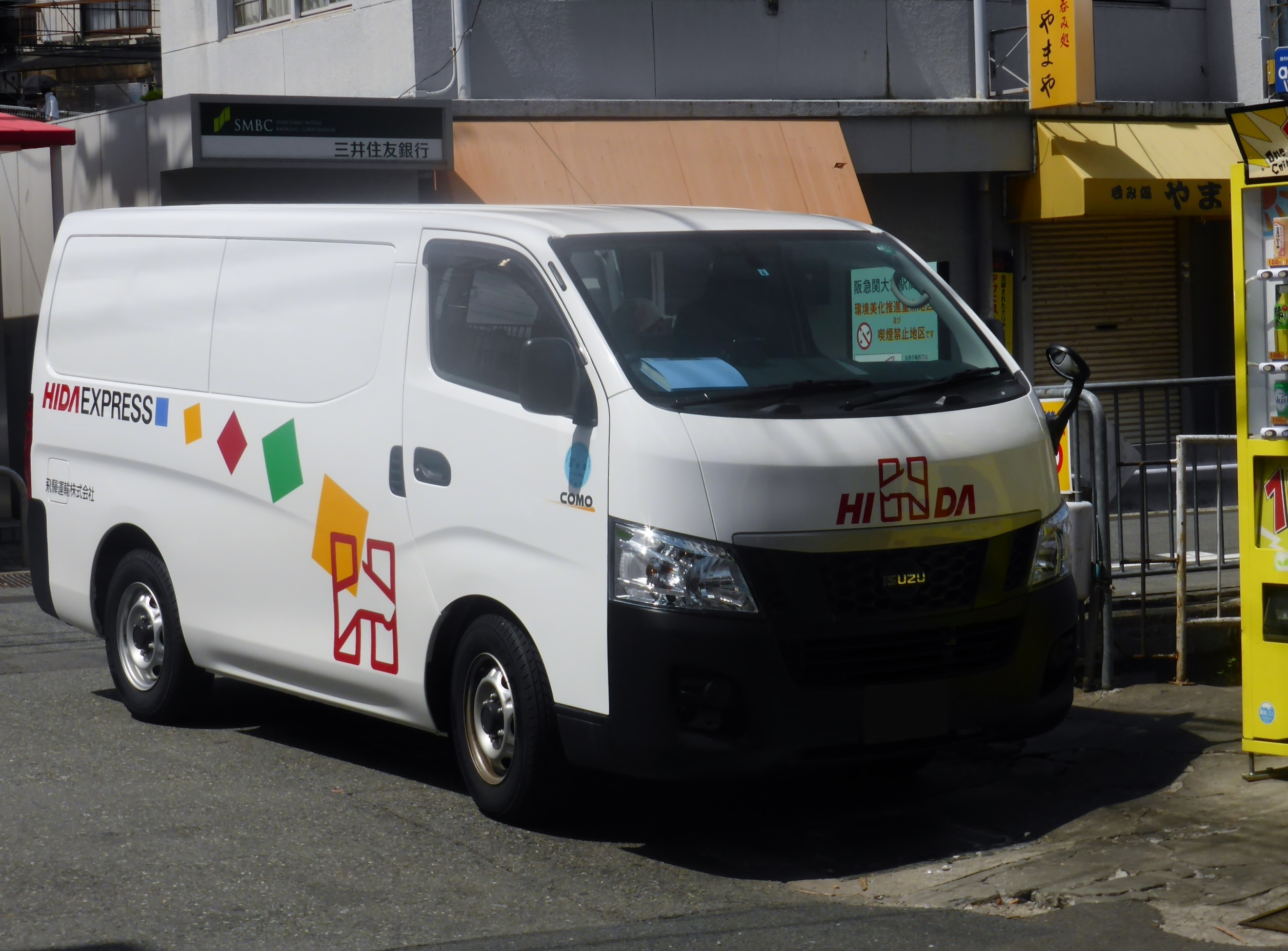
2代目バン　フロント（2012-2017年）
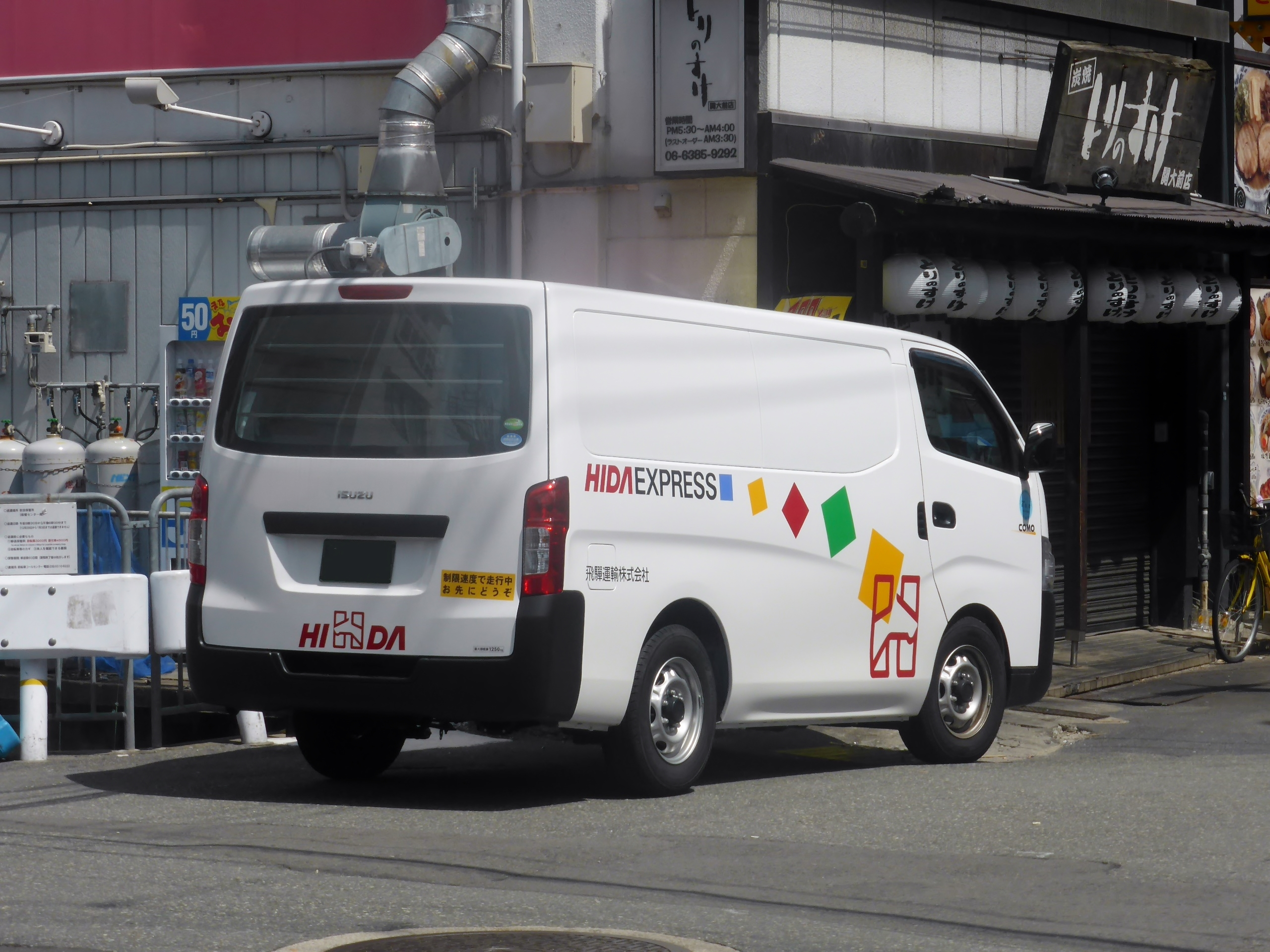
2代目バン　リヤ（2012-2017年）
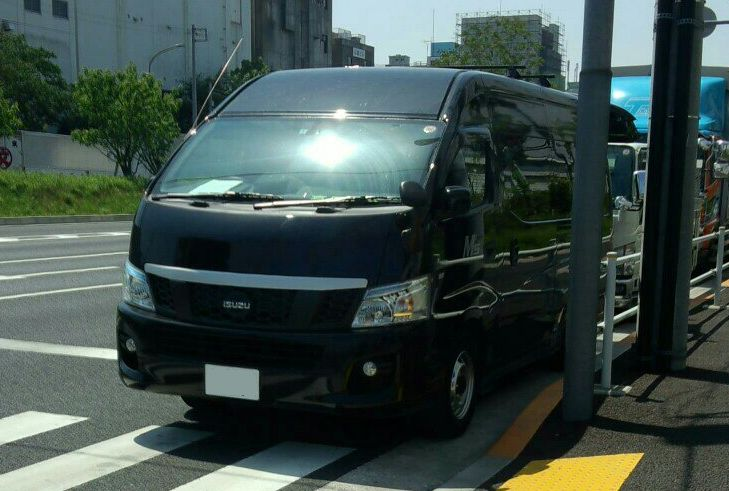
2代目バン　ワイド幅　LD LFパック（2012-2017年）